# Decimiana clavata
Decimiana clavata är en bönsyrseart som beskrevs av Ippolito och Atilio Lombardo 2004. Decimiana clavata ingår i släktet Decimiana och familjen Acanthopidae. Inga underarter finns listade i Catalogue of Life.